# 実況競馬シミュレーション ステイブルスター〜厩舎物語〜
『実況競馬シミュレーション ステイブルスター～厩舎物語～』（じっきょうけいばシミュレーション ステイブルスター～きゅうしゃものがたり～）は、1996年にコナミから発売されたスーパーファミコン用ゲームソフトである。ジャンルはシミュレーションゲーム。略称「ステイブルスター」。
プレイヤーは中央競馬の調教師となって、海外G1競走の優勝を目指す。

## ゲーム内容
- 最終目標は、管理馬による海外G1競走の優勝である。海外G1競走に出走できるのは、目標を同じくする大物馬主の馬のみであるが、かれらは実績や親交の無いプレイヤーの厩舎に預託の依頼をしてこない。そのため、まずは他の馬主の馬をレースで活躍させるなどして、他の馬主との友好関係を高め、馬主の人脈を開拓していくことが求められる。
- 厩舎の競走馬は、年末に馬主から所有馬を紹介され、そこで馬主からの預託の依頼に応じることで確保する。また馬主からの依頼で、牧場を訪ね庭先取引をしたり、国内セリや海外セリに同行したり、種付けする種牡馬を選択したりする機会があり、ここで購入や生産に関わった馬も自厩舎に入厩する。馬主から預託依頼される馬には、弱い馬も少なくないが、馬主との関係を維持・発展させるために、依頼を安易に断ったり、良い成績を残さないからとしてすぐに引退させたりするわけにはいかない。
- 馬主や厩務員などの登場人物は、プレイヤーの意思決定やレース結果などを受けて、個性豊なコメントや、喜怒哀楽の表情を見せる。
- 調教は、日常の調教である「トレーニングパターン」と、主にレース前にする「追い切り」で行う。11種類ある「トレーニングパターン」は、プレイヤーが指示するだけで調教助手が自動的に行う。
- プレイヤーの厩舎専属の騎手を育成することができる。初めは頼りないが、レースの騎乗や勝利の経験を重ねることで成長していく。
- レースは、最大18頭立てで、杉本清による音声実況（RESPONSE SOUND SYSTEM）のもとで繰り広げられる。主なライバル馬は、メガロマックイーン、ナリダブライアン、ホシアマゾン、ダンシパートナー、ワンデーパヒューム、サマーサスピシオン。
- 特別な友好関係にある馬主のアドバイスをするという形で、牧場において競走馬の生産ができる。配合理論として、アウトブリード、インブリード、牝馬インブリード、ニックス、特殊ニックス、ブルードメアサイアー効果がある。
- 個々の馬の馬房でデータ登録することで、「オリジナルステークス」モードにおいて他のプレイヤーの馬との対戦ができる。

## 厩舎スタッフ

### 秘書
藤崎エリカ
23歳。実は彼氏がいる。
淀君枝
年齢不詳。藤崎の叔母で、セーブをせずにゲームを終了させると登場し、1年間秘書役を務める。

### 厩務員
和田かほり
19歳。担当させた馬の気性が落ち着きやすくなる。
葉月有紀
23歳。和田と同じく担当させた馬の気性が落ち着きやすくなる。
樋口丈
22歳。担当させた馬は重馬場に強くなりやすい。
尾道としのり
25歳。担当させた馬は怪我をする確率が低くなる。
小仁田篤
28歳。担当させた馬はダートに強くなる。
茶野学
32歳。担当させた馬は鋭いダッシュ力が身につく。
真由ゆきひろ
37歳。担当させた牝馬は根性がつく。
番場文継
45歳。担当させた牡馬は根性がつく。
酒倉健
53歳。担当させた馬はスピードに秀でやすくなりやすい。
根岸三郎
61歳。担当させた馬はスタミナが付きやすい。

### 調教助手
鈴本一郎
25歳。短距離馬の仕上げが上手い。
源達也
30歳。長距離馬の仕上げが上手い。
野呂英雄
41歳。どんな馬でも仕上げる事ができる。

### 獣医
浦見和友
44歳。通称「ハンサム獣医」。

## 関連書籍
- 『ステイブルスター 厩舎物語 トレーナーファイル―実況競馬シミュレーション』1996年3月、新紀元社発行 ISBN 4-883-17638-X
- 『スーパーファミコン 裏ワザ大全集 ステイブルスター―厩舎物語』1996年4月、二見書房発行 ISBN 4-576-96027-X
- 『ステイブルスター～厩舎物語～必勝攻略法』1996年4月25日、双葉社発行 ISBN 4-575-28573-0
- 『ステイブルスター 厩舎物語マスターブック』1996年7月、毎日コミュニケーションズ発行 ISBN 4-895-63703-4

## 関連作品
本作品の流れを汲むものとして以下の作品がある。
- ポケットGIステイブル(GB・1999年4月28日)
- 実況GIステイブル(N64・1999年4月28日)・(PS2・2000年9月28日)
- 実況GIステイブル2(PS2・2002年3月28日)